# Subhi Barakat
Subhi Bak Barakat al-Khalidi o, més senzillament, Subhi Barakat —en àrab صبحي بك بركات الخالدي, Ṣubḥī Bak Barakāt al-Ḫālidī— (Antioquia, 1889-?, Turquia, 1939) va ser un polític sirià d'origen turc d'Alep.
Oposat als francesos a Antioquia, va fugir d'aquesta ciutat i es va refugiar a Alep on el govern àrab haiximita li va donar una casa. Va participar en l'aprovisionament d'armes. Després de la batalla de Maysalun (24 de juliol) va organitzar a finals de mes una reunió de notables i combatents al Qusayr a Mar Manis on es van reunir dos mil persones i va exposar que a causa de la situació militar el convenient era rendir-se tot i que això era contrari a la religió i l'honor; els assistents van acordar demanar ajut a Mustafa Kemal. L'endemà Barakat va anar secretament a Alexandreta i l'endemà a Alep per fer submissió als francesos; en la seva defecció el va acompanyar Assim Bek, un possible parent seu, desmobilitzant la revolta al Quasayr. Però Zayd ibn Xerif, germà de Faisal, va enviar un missatge als combatents per seguir la lluita i Ibrahim Hanano va iniciar llavors la seva revolta a Kfar Takharim.
Durant el francès Mandat de Síria, Barakat va ser el president de la Federació Siriana (28 de juny de 1922 – 31 de desembre de 1924) i de l'Estat de Síria (1 de gener de 1925 – 21 de desembre de 1925). Part de la raó que el francès donessin suport a la seva candidatura com a president de la federació va ser perquè com que ni era nadiu de Damasc ni un preferentment àrab parlant (el turc era la seva llengua materna), no semblava suposar una amenaça nacionalista al domini francès.
Va tenir un paper important en la fusió dels Estats d'Alep i Damasc en un sol estat i va deixar la presidència de Síria el 1925 en protesta per la posició francesa sobre el destí de l'estat dels Alauites i Drusos (Souaida), que França va separar de l'estat de Síria.
Posteriorment va formar el Partit Liberal Constitucional, moderadament pro-francès i fou president del Parlament després de les eleccions del desembre de 1931 guanyades pels àrabs moderats; fou el blanc dels atacs del Bloc Nacional. La Camara era responsable d'elegir un govern designant a un president que elegia al primer ministre que determinava les polítiques del govern; el president escollit fou Muhammad Ali al-Abid que va designar (7 de juny de 1932) com a primer ministre a Haqqi Bay al-Azm. A l'estiu i tardor hi va haver molta tensió pel nou tractat que s'havia de negociar amb França i elements comunistes van operar a Alep contra l'ocupació francesa. El alt comissionat Ponsot va retornar de França a l'octubre i va restar silenciós sobre el possible nou tractat; la cambra va decidir reelegir a Barakat com a president. Ponsot va retornar a França i va distingir dues zones: la zona de Tractat (Síria) i la zona de mandat (Líban, Alawites i Souaida). Aicò va molestar als nacionalistes que l'abril de 1933 van emetre a Damasc el "Manifest a la Nació" reclamant la Gran Síria inclosos els territoris del mandat. Al maig la meitat dels diputats van boicotejar la cambra i va esclatar una vaga general. Ponsort, malalt, va tornar a França (juny) i el va substituir el comte Damian de Martel. Aquest va romandre a Beirut i no va anar a Damasc fins al 3 de novembre, el dia de la protesta anual contra la Declaració Balfour. El 19 de novembre finalment es va publicar el tractat amb Síria que establia un procés d'independència gradual en quatre anys quan Síria entraria a la Lliga de Nacions, i després seguiria un període de 25 anys de cooperació en que França controlaria bàsicament la defensa i les relacions exteriors en cooperació amb oficials sirians. Quan el tractat fou portat a la cambra el dia 20 va regnar el caos i Martel la va dissoldre el dia 22 de novembre al·legant que no podia adoptar una decisió lliure i constitucional, i va desplaçar forces militars al lloc, acabant així les funcions de Barakat.